# Kilmacanoge
Kilmacanoge är en ort i republiken Irland.   Den ligger i grevskapet Wicklow och provinsen Leinster, i den östra delen av landet, 20 km söder om huvudstaden Dublin. Kilmacanoge ligger 90 meter över havet och antalet invånare är 1 028.
Terrängen runt Kilmacanoge är kuperad västerut, men österut är den platt. Havet är nära Kilmacanoge åt nordost. Närmaste större samhälle är Dublin, 19,9 km norr om Kilmacanoge. 